# 姚双龙
姚双龙（1937年7月—2023年2月1日），男，彝族（另说白族），云南鹤庆人，中国人民解放军少将，曾任云南省军区司令员。

## 生平
1956年3月入伍。1959年进驻西藏盐井平叛，后曾参加中越战争、中越边境大扫雷。1979年后历任副团长、团长、副师长、师长。1985年任云南省军区副司令员。1994年3月－1998年3月任云南省军区司令员。1988年9月授少将军衔。
2023年2月1日，姚双龙因病于昆明逝世，享年86岁。讣告刊登在5月7日的《解放军报》。